# Encarsia isaaci
Encarsia isaaci är en stekelart som beskrevs av Mani 1941. Encarsia isaaci ingår i släktet Encarsia och familjen växtlussteklar. Inga underarter finns listade i Catalogue of Life.